# Heiner Gschwendt
Heiner Gschwendt (* 6. März 1914 in Bozen, Österreich-Ungarn; † 27. März 2011 in Klausen) war ein Südtiroler Maler und Graphiker.

## Leben
Heiner Gschwendt besuchte von 1925 bis 1933 das Gymnasium der Franziskaner in Bozen und absolvierte dann die Reifeprüfung am italienischen Klassischen Gymnasium. Anschließend besuchte er die Staatsschule für angewandte Kunst  bei Emil Preetorius und die Kunstakademie bei Olaf Gulbransson in München. Dabei zeigte er sich auch erstmals als Künstler, indem er Werke deutscher Dichter illustrierte (z. B. von Eduard Mörike und Hermann Löns). 1936 war er Besucher des Reichsparteitags in Nürnberg.
Ende 1937 kehrte Heiner Gschwendt nach Bozen zurück. Dort engagierte er sich kulturpolitisch für das deutsche Volkstum in Südtirol, das er durch den Faschismus gefährdet sah. Darüber hinaus war er auch im nationalsozialistischen Völkischen Kampfring Südtirols tätig und engagierte sich aktiv im Sinne der Südtiroler Abwanderung in das Dritte Reich. Unter anderem schuf er in diesem Zusammenhang propagandistische Entwürfe, die das Großdeutsche Reich verherrlichten.
Im Februar 1941 heiratete Gschwendt Steffi Nußbaumer und übernahm das Atelier von Alexander Koester in Klausen. Bald darauf wurde er zum Kriegsdienst in der Wehrmacht eingezogen und erlitt eine schwere Verwundung an der Ostfront. Als er anschließend nach Klausen zurückkehrte, wurde 1942 seine Tochter Gudrun geboren.
Nach Kriegsende zog Gschwendt nach Wien, wo er bei Sepp Mayrhuber an der Kunstakademie insbesondere die Freskotechnik erlernte. Nach dieser Ausbildung zog er wieder zurück nach Klausen und gründete zusammen mit einigen anderen Künstlern den Südtiroler Künstlerbund. Ab 1948 beschäftigte er sich intensiver mit seiner freiberuflichen künstlerischen Tätigkeit (großformatige Wandbilder, Entwürfe für kunsthandwerkliche Erzeugnisse).
1987 bekam Gschwendt den Walther-von-der-Vogelweide-Preis des Kulturwerkes für Südtirol/München. Am 27. März 2011 verstarb er in Klausen.

## Werke

### Graphiken
Heiner Gschwendt lernte beim Akademielehrer Emil Preetorius, einem Meister der Graphik, die Kunst der Buchillustration und Umschlaggestaltung kennen. Im Bereich der Graphik erhielt Gschwendt seine ersten Aufträge als Illustrator der Werke bedeutender deutscher Dichter sowie Südtiroler Schriftsteller.
Der Holzschnitt, sowohl schwarz-weiß als auch mehrfarbig, entwickelte sich zu einem der Schwerpunkte in Gschwendts künstlerischem Schaffen, wobei er großflächige Formen bevorzugte und die Figuren blockhaft und vereinfacht darstellte. Einige seiner Werke sind:
- Optionsblatt, 1940. Holzschnitt[2]
- Flucht nach Ägypten, 1958. Holzschnitt
- Männer und Frauen, 1970. Holzschnitt
- Sonnenengel, 1978. Farbholzschnitt
- Transzendenz, 2003. Farbholzschnitt

### Malereien
Der wichtigste Schwerpunkt im künstlerischen Schaffen Heiner Gschwendts lag  im Wandbild, wobei ihn ein sicheres Empfinden für Maß und Proportion der jeweiligen Wandfläche auszeichnete. Die meisten Wandmalereien schuf er für öffentliche Räume, sowohl im kirchlichen als auch im weltlichen Bereich. Er erprobte dabei die verschiedensten Materialien und Stilmittel. Einige seiner Werke sind:
- Fassadengemälde der Athesia in Meran, 1959.
- Wandgemälde „Altes und Neues Testament“ in den Friedhofsarkaden von Weißenbach, 1972/73.
- Fassadengemälde an der Grundschule Klausen, 1988.
- Wandgemälde in der Turmkapelle der Deutschordenskommende Weggenstein in Bozen, 1991.

Das dritte Tätigkeitsfeld Gschwendts neben dem Holzschnitt und der Wandmalerei war das Tafelbild. Er malte auf Leinwand, Holz oder Papier mit Öl, Tempera, Gouache, Aquarell, Dispersionsfarben oder Mischtechniken Landschafts- oder Architekturbilder sowie freie Kompositionen. Einige seiner Werke sind:
- Königin, 1964. Dispersionsmalerei auf Holz
- Klausen, 1983. Öl auf Leinwand auf Holz
- Strahlen, 1983. Öl auf Leinwand auf Holz
- Musik, 1984. Aquarell und Tempera auf Papier
- Häuser am Hang, 1995. Tempera auf Papier